# Étienne Bacrot
Étienne Bacrot (Rijsel, 22 januari 1983), is een Franse schaker met FIDE-rating 2728 in 2017. Sinds 1997 is hij een grootmeester (GM). Hij is sinds 1999 acht keer kampioen van Frankrijk geweest. 
- Bacrot was 14 jaar toen hij in 1997 grootmeester werd, tot dan de jongste ooit.
- In februari 2000 speelde Bacrot een match tegen Anatoli Karpov: twee klassieke partijen, twee rapidpartijen en twee snelschaakpartijen, de uitslag was 3 tegen 3.
- Onder andere in 2002 speelde Bacrot mee om het kampioenschap van Frankrijk. Hij eindigde samen met Joel Lautier met 7.5 uit 11 op de gedeelde eerste plaats.
- Hij was in 2004 de eerste Fransman met een Elo-rating van meer dan 2700.
- Bacrot was in 2005 de eerste Fransman die bij de tien beste spelers van de wereld hoorde.
- Tussen 2005 en 2013 nam hij vijf keer deel aan de strijd om de FIDE World Cup.
- Hij speelde in 2013 mee in het Franse team tijdens de Europees schaakkampioenschap voor landenteams, Frankrijk werd tweede.

Hij is met Nathalie Bonnafous getrouwd, een Franse schaakster. Ze hebben twee kinderen.

## Externe koppelingen
- (en)   Informatie over schaakpartijen van Étienne Bacrot op ChessGames.com
- (en)   Informatie over schaakpartijen van Étienne Bacrot op 365chess.com
- (en)  FIDE-ratinggegevens voor Étienne Bacrot